# Thiodina tefyta
Espèce
Thiodina tefyta est une espèce d'araignées aranéomorphes de la famille des Salticidae.

## Distribution
Cette espèce est endémique d'Argentine. Elle se rencontre dans les provinces de Salta, de Tucumán et de Córdoba.

## Description
La carapace de la femelle holotype mesure 1,41 mm et l'abdomen 1,84 mm de long.

## Systématique et taxinomie
Cette espèce a été décrite par Rubio, Baigorria et Stolar en 2023.

## Étymologie
Cette espèce est nommée en l'honneur d'Estefanía, la fille de Gonzalo D. Rubio.

## Publication originale
- Rubio, Baigorria & Stolar, 2023 : « Unveiling some unknown jumping spiders (Araneae: Salticidae) from Argentina: descriptions of seven new species. » Peckhamia, vol. 294.1, p. 1-22.